# 2010年上海世界博览会城市足迹馆
2010年上海世界博览会城市足迹馆是2010年上海世博会的一个场馆，位于世博园区D片区。该展馆以“展示世界城市从起源走向现代文明的历程中，人与城市与环境之间互动发展的历史足迹”为主题，分为“城市起源”、“城市发展”、“城市智慧”三个展厅。其中，“城市起源”厅展现早期农业时代的城市面貌；“城市发展”厅展现君士坦丁堡、拜占庭、伊斯坦布尔“三朝帝都”；“城市智慧”厅则展现“机器人卓别林”。
该馆于世博会后关闭，经改建后于2011年9月25日至2014年12月31日举办上海世博会纪念展。